# Иванов, Георгий Александрович
Георгий Александрович Иванов (5 (18) июня 1907 года, Киев — 9 июня 1947 года, Москва) — советский военный деятель, генерал-лейтенант авиации (11 июля 1945 года). Герой Советского Союза (19 апреля 1945 года).

## Начальная биография
Георгий Александрович Иванов родился 5 (18) июня 1907 года в Киеве.
Окончил семь классов школы, после чего был рабочим.

## Военная служба

### Довоенное время
В октябре 1929 года был призван в ряды РККА и направлен в партшколу при 11-м автоброневом дивизионе (Украинский военный округ), дислоцированном в Проскуров. По окончании партшколы в октябре 1930 года был назначен на должность командира бронемашины, а в декабре 1931 года — на должность командира взвода управления 11-го автоброневого дивизиона.
В 1933 году окончил экстерном школу лётнабов при Военно-воздушной академии имени профессора Н. Е. Жуковского.
С марта 1933 года служил на должности начальника связи 32-го корпусного авиационного отряда (Украинский военный округ). В декабре того же года был направлен на учёбу в Военно-воздушную академию имени профессора Н. Е. Жуковского и одновременно в школу пилотов ОСОАВИАХИМа при этой академии, по окончании которых в ноябре 1937 года был назначен на должность начальника 2-го отделения 1-го отдела Управления ВВС РККА, в январе 1938 года — на должность начальника оперативного отдела штаба 73-й истребительной авиационной бригады (Забайкальский военный округ), в марте — на должность начальника штаба 111-го разведывательного, затем — на должность начальника штаба 22-го истребительного авиационных полков, а в июле 1938 года — на должность начальника штаба 23-й авиационной бригады.
В марте 1939 года был назначен на должность командира 15-го штурмового авиационного полка, в декабре — на должность командира 70-го истребительного авиационного полка, в апреле 1940 года — на должность командира 32-й истребительной авиационной бригады, в августе — на должность заместителя командира 27-й авиационной дивизии, а в марте 1941 года — на должность командира 2-й авиационной бригады (Забайкальский военный округ).

### Великая Отечественная война
В июле 1941 года Иванов был назначен на должность командира ВВС 36-й армии (Забайкальский военный округ), в октябре — на должность офицера Генштаба группы офицеров штаба ВВС РККА, в январе 1942 года — на должность командующего ВВС 11-й армии Северо-Западного фронта, в апреле — на должность командира 6-й ударной авиационной группы Ставки ВГК, а в июне — на должность командира 239-й истребительной авиационной дивизии, преобразованной в марте 1943 года в 5-ю гвардейскую.
В феврале 1944 года был назначен на должность командира 11-го истребительного авиационного корпуса, участвовавшего в ходе Белорусской, Прибалтийской, Восточно-Прусской и Кёнигсбергской наступательных операциях. За участие в штурме Кёнигсберга корпусу было присвоено почётное наименование «Кёнигсбергский».
Указом Президиума Верховного Совета СССР от 19 апреля 1945 года за умелое руководство воинскими соединениями и проявленные при этом личное мужество и героизм генерал-майору авиации Георгию Александровичу Иванову присвоено звание Героя Советского Союза с вручением ордена Ленина и медали «Золотая Звезда» (№ 4188).

### Послевоенная карьера

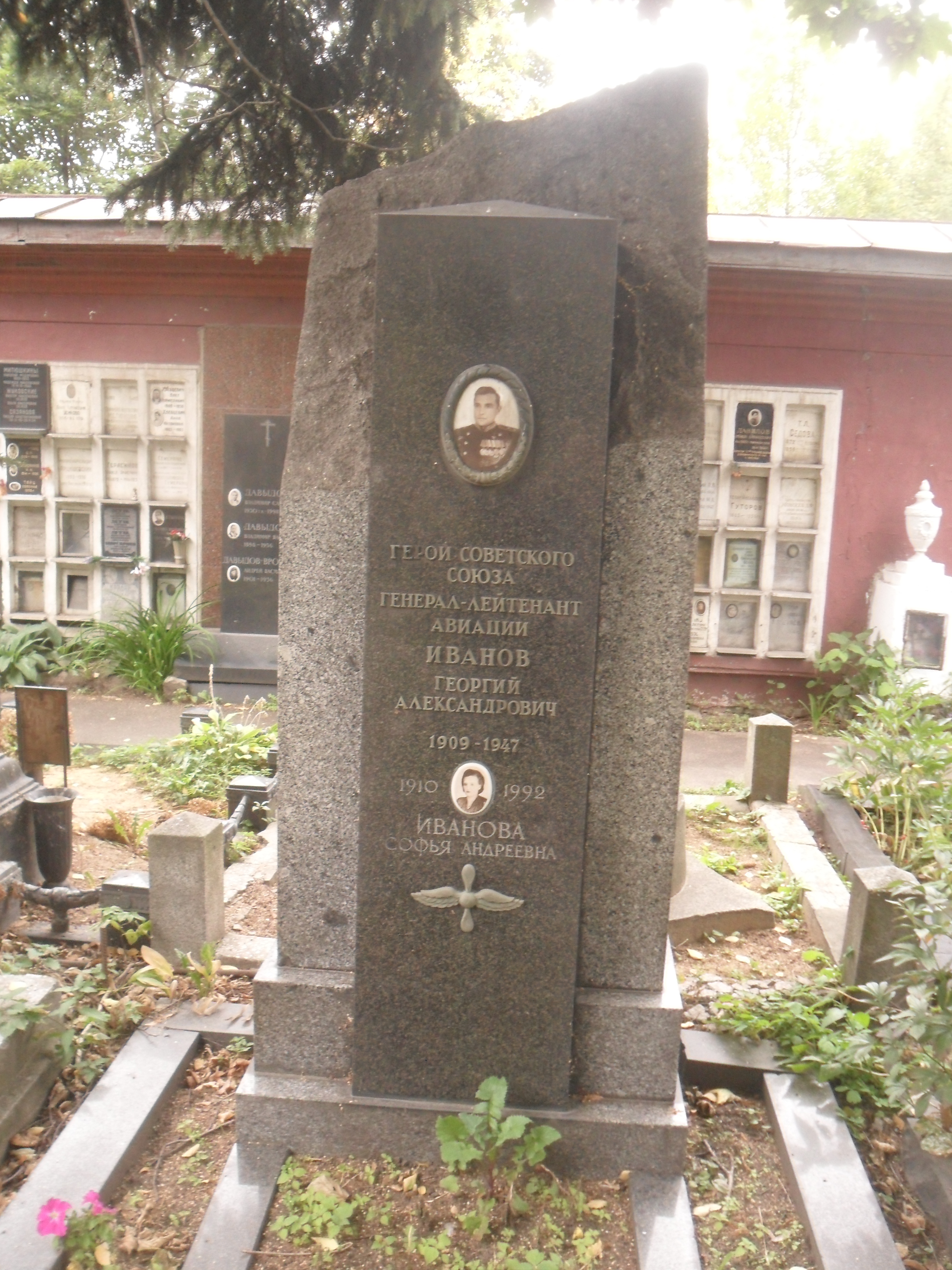
Могила Иванова на Новодевичьем кладбище Москвы.

После войны продолжил командовать корпусом.
В апреле 1946 года был назначен на должность начальника Управления боевой подготовки истребительной авиации ВВС, в марте 1947 года — на должность генерал-инспектора истребительной авиации Главной инспекции Вооружённых Сил СССР. Участвовал в освоении новых реактивных самолётов, возглавлял группу реактивных истребителей Як-15 на авиационных парадах.
Погиб 9 июня 1947 года в авиационной катастрофе в Москве при исполнении служебных обязанностей. Похоронен на Новодевичьем кладбище (4 участок).

## Награды
- Медаль «Золотая Звезда» (19.04.1945);
- орден Ленина (19.04.1945);
- три ордена Красного Знамени (1943, 1944, 1947);
- орден Отечественной войны 1 степени (31.08.1943);
- три ордена Красной Звезды (1942, 1944, 194..);
- орден Трудового Красного Знамени Таджикской ССР;
- медали.

## Воинские звания
- Генерал-майор авиации (4 февраля 1944 года);
- Генерал-лейтенант авиации (11 июля 1945 года).